# Get Rich or Die Tryin'
Get Rich or Die Tryin' — дебютний студійний альбом американського репера 50 Cent, виданий 6 лютого 2003 року лейблами Shady Records, Aftermath Entertainment, Interscope Records та G-Unit Records. На підтримку альбому випущено 5 синглів. Платівка була номінована на премію Греммі у категорії «Найкращий реп-альбом», але на 46-ій церемонії вручення премії програла альбому OutKast Speakerboxxx/The Love Below. Вихід релізу перенесли на 7 днів раніше заявленого терміну через появу бутлеґів і потрапляння в мережу.

## Передісторія
За словами самого виконавця за березень 2002 рік, він вів перемовини з лейблами J, Universal та Jive Records щодо видання його дебютного альбому вже тоді підназваного Get Rich or Die Tryin' разом із його власним тодішнім лейблом Rotten Apple Entertainment. Цього ж року Eminem прослухав компіляцію Фіфті Guess Who's Back? через представника виконавця, який також працював з його менеджером Полом Розенбергом. Вражений записом, Емінем запросив Кертіса до Лос-Анджелеса, де він познайомив його з Доктором Дре. 50 Cent уклав контракт на $1 млн з його лейблом і випустив мікстейп No Mercy, No Fear, куди увійшла пісня «Wanksta», що спершу потрапила на саундтрек до фільму «8 миля», а потім і на Get Rich or Die Tryin'.
Першим окремком став трек «In da Club», одна із семи композицій, записаних за 5 днів роботи з Дре. Другий сингл «21 Questions» спочатку не мав потрапити на альбом, оскільки Дре виступав проти цього. За словами 50 Cent: «Дре сказав 'Як ти збираєшся бути таким ґанґстером і при цьому помістити на альбом цю солодкаву любовну пісню?'» Репер відповів: «У мені живуть дві людини. Я завжди мав бути таким, починаючи з дитинства, щоб звести кінці з кінцями. Для мене це не різноманіття, це необхідність».
Інструментали «Back Down» та «Heat» спершу призначалися для платівки репера Rakim Oh My God, його дебюту на лейблі Aftermath Entertainment. Проте через творчі розбіжності цього так і не сталося. Ранні копії Get Rich or Die Tryin' містили бонусний DVD.

## Комерційний успіх та відгуки
Платівка дебютувала на 1-ій сходинці чарту Billboard 200, з результатом у 872 тис. проданих копій за перший тиждень. 9 грудня 2003 альбом отримав від RIAA 6-ту платину, реліз розійшовся накладом у 6 млн. Платівка є найуспішнішим дебютним реп-альбомом в історії та 4-им найпродаванішим релізом у цьому стилі. Станом на липень 2014 тираж становив 8 273 000.
Платівка й сингл «In da Club» посіли перші місця відповідних чартів, друге таке досягнення у 2003 належить Ace of Base. «Back Down» потрапив до списку найкращих дисів усіх часів за версією журналу XXL. У грудні 2009 журнал Billboard присвоїв Get Rich or Die Tryin' 12-ту позицію у «Топ-200 альбомів десятиліття». У 2012 журнал Complex назвав платівку одним з класичних альбомів останнього десятиліття.

## Список пісень
- Співавтор усіх треків: 50 Cent.

| #   | Назва                                            | Автор                                                                          | Продюсер(и)                                             | Тривалість |
| --- | ------------------------------------------------ | ------------------------------------------------------------------------------ | ------------------------------------------------------- | ---------- |
| 1.  | «Intro»                                          |                                                                                |                                                         | 0:06       |
| 2.  | «What Up Gangsta»                                | Роб Тевлоу                                                                     | Rob «Reef» Tewlow                                       | 2:59       |
| 3.  | «Patiently Waiting» (з участю Eminem)            | Майк Елізондо, Луїс Ресто, Маршалл Метерс                                      | Eminem                                                  | 4:48       |
| 4.  | «Many Men (Wish Death)»                          | Даррелл Бренч, Ф. Перрен, К. Сент Льюїс, Л. Ресто                              | Darrell «Digga» Branch; Eminem, Luis Resto (дод. прод.) | 4:16       |
| 5.  | «In da Club»                                     | Андре Янґ, М. Елізондо                                                         | Dr. Dre; Mike Elizondo (співпрод.)                      | 3:13       |
| 6.  | «High All the Time»                              | К. Гемптон, К. Елмонесі, Г. Бенкс, Л. Ресто, М. Метерс, Р. Джексон, М. Клервуа | DJ Rad; Eminem, Sha Money XL (співпрод.)                | 4:29       |
| 7.  | «Heat»                                           | Т. Костер, А. Янґ, М. Елізондо                                                 | Dr. Dre                                                 | 4:14       |
| 8.  | «If I Can't»                                     | А. Янґ, М. Елізондо                                                            | Dr. Dre; Mike Elizondo (співпрод.)                      | 3:16       |
| 9.  | «Blood Hound» (за участі Young Buck)             | С. Гендерсон, Д. Браун                                                         | Sean Blaze                                              | 4:00       |
| 10. | «Back Down»                                      | А. Янґ, М. Елізондо, Рон Фімстер                                               | Dr. Dre                                                 | 4:03       |
| 11. | «P.I.M.P.»                                       | Денаун Портер                                                                  | Денаун Портер                                           | 4:09       |
| 12. | «Like My Style» (з участю Tony Yayo)             | Д. Стінсон, М. Бернард                                                         | Rockwilder                                              | 3:13       |
| 13. | «Poor Lil Rich»                                  | М. Клервуа                                                                     | Sha Money XL, Eminem (дод. прод.)                       | 3:19       |
| 14. | «21 Questions» (з участю Nate Dogg)              | Дж. Камерон, В. Камерон, К. Рісто                                              | Dirty Swift з Midi Mafia                                | 3:44       |
| 15. | «Don't Push Me» (з участю Lloyd Banks та Eminem) | Л. Ресто, М. Метерс, К. Ллойд                                                  | Eminem                                                  | 4:08       |
| 16. | «Gotta Make It to Heaven»                        | Д. Веслі                                                                       | Megahertz                                               | 4:01       |

| Бонус-треки | Бонус-треки          | Бонус-треки            | Бонус-треки             | Бонус-треки |
| #           | Назва                | Автор                  | Продюсер(и)             | Тривалість  |
| ----------- | -------------------- | ---------------------- | ----------------------- | ----------- |
| 17.         | «Wanksta»            | Дж. Фрімен, М. Клервуа | John «J-Praize» Freeman | 3:39        |
| 18.         | «U Not Like Me»      | А. Телусма             | Red Spyda               | 4:15        |
| 19.         | «Life's on the Line» | Теренс Дадлі           | Terence Dudley          | 3:38        |

| Бонус-треки (Нове видання) | Бонус-треки (Нове видання)                                          | Бонус-треки (Нове видання) | Бонус-треки (Нове видання) | Бонус-треки (Нове видання) |
| #                          | Назва                                                               | Автор                      | Продюсер(и)                | Тривалість                 |
| -------------------------- | ------------------------------------------------------------------- | -------------------------- | -------------------------- | -------------------------- |
| 17.                        | «Wanksta»                                                           | Дж. Фрімен, М. Клервуа     | John «J-Praize» Freeman    | 3:39                       |
| 18.                        | «U Not Like Me»                                                     | А. Телусма                 | Red Spyda                  | 4:15                       |
| 19.                        | «Life's on the Line»                                                | Т. Дадлі                   | Теренс Дадлі               | 3:38                       |
| 20.                        | «P.I.M.P. (Remix)» (з участю Snoop Dogg, Lloyd Banks та Young Buck) |                            |                            |                            |

| Бонус-треки японського видання | Бонус-треки японського видання          | Бонус-треки японського видання | Бонус-треки японського видання | Бонус-треки японського видання |
| #                              | Назва                                   | Автор                          | Продюсер(и)                    | Тривалість                     |
| ------------------------------ | --------------------------------------- | ------------------------------ | ------------------------------ | ------------------------------ |
| 17.                            | «Wanksta»                               | Дж. Фрімен, М. Клервуа         | John «J-Praize» Freeman        | 3:39                           |
| 18.                            | «U Not Like Me»                         | А. Телусма                     | Red Spyda                      | 4:15                           |
| 19.                            | «Life's on the Line»                    | Т. Дадлі                       | Terence Dudley                 | 3:38                           |
| 20.                            | «In da Club» (Instrumental)             |                                |                                |                                |
| 21.                            | «Soldier (freestyle)» (з участю G-Unit) |                                |                                |                                |

| Бонус-треки британського видання | Бонус-треки британського видання | Бонус-треки британського видання |
| #                                | Назва                            | Тривалість                       |
| -------------------------------- | -------------------------------- | -------------------------------- |
| 1.                               | «In da Club» (Acapella)          |                                  |

Семпли
- «Many Men (Wish Death)» містить семпл з «Out of the Picture» у вик. Tavares.
- «21 Questions» містить семпл з «It's Only Love Doing Its Thing» у вик. Баррі Вайта.
- «Patiently Waiting» містить семпл з «Gin and Juice» у вик. Снупа Доґґа.
- «If I Can't» містить семпл з «Peter Piper» у вик. Run-DMC.

## Учасники
- Eminem, Dr. Dre — виконавчі продюсери, зведення
- 50 Cent — виконавчий співпродюсер
- Sha Money XL — виконавчий співпродюсер, звукорежисер
- Джастін Бендо, Шон Блейз, Том Раундс, Пет Віала, Карлайл Янґ, Тед Волсен — звукорежисери
- Томмі Костер, Луїс Ресто — клавішні
- Майк Елізондо — бас-гітара, гітара, клавішні
- Рон Фімстер — Fender Rhodes
- Маркус Гайссер, Трейсі Макнью — A&R
- Стівен Кінґ — зведення
- Рубен Рівера — клавішні, асистент звукорежисера
- Трейсі Спенсер — бек-вокал
- Саша Волдмен — фотограф
- Slang Inc. — артдирекція, дизайн

## Чартові позиції
| Чарт (2003)                        | Найвищі позиції |
| ---------------------------------- | --------------- |
| Австралія                          | 4               |
| Австрія                            | 16              |
| Валлонія                           | 14              |
| Велика Британія                    | 2               |
| Греція (для зарубіжних виконавців) | 3               |
| Данія                              | 6               |
| Італія                             | 13              |
| Канада                             | 1               |
| Нідерланди                         | 5               |
| Нова Зеландія                      | 3               |
| Норвегія                           | 5               |
| США                                | 1               |
| US Top R&B/Hip-Hop Albums          | 1               |
| Угорщина                           | 17              |
| Фінляндія                          | 11              |
| Фландрія                           | 3               |
| Франція                            | 12              |
| Швейцарія                          | 8               |
| Швеція                             | 8               |

## Сертифікації
| Країна          | Сертифікація  |
| --------------- | ------------- |
| Австралія       | 2× Платиновий |
| Бельгія         | Платиновий    |
| Велика Британія | 2× Платиновий |
| Греція          | Золотий       |
| Данія           | Золотий       |
| Європа          | Платиновий    |
| Ірландія        | Платиновий    |
| Канада          | 6× Платиновий |
| Німеччина       | Золотий       |
| Нова Зеландія   | 2× Платиновий |
| Норвегія        | Золотий       |
| Росія           | 3× Платиновий |
| США             | 8× Платиновий |
| Франція         | Золотий       |
| Швейцарія       | Платиновий    |
| Швеція          | Золотий       |
| Японія          | Золотий       |